# Pietro di Fabrizio Accolti

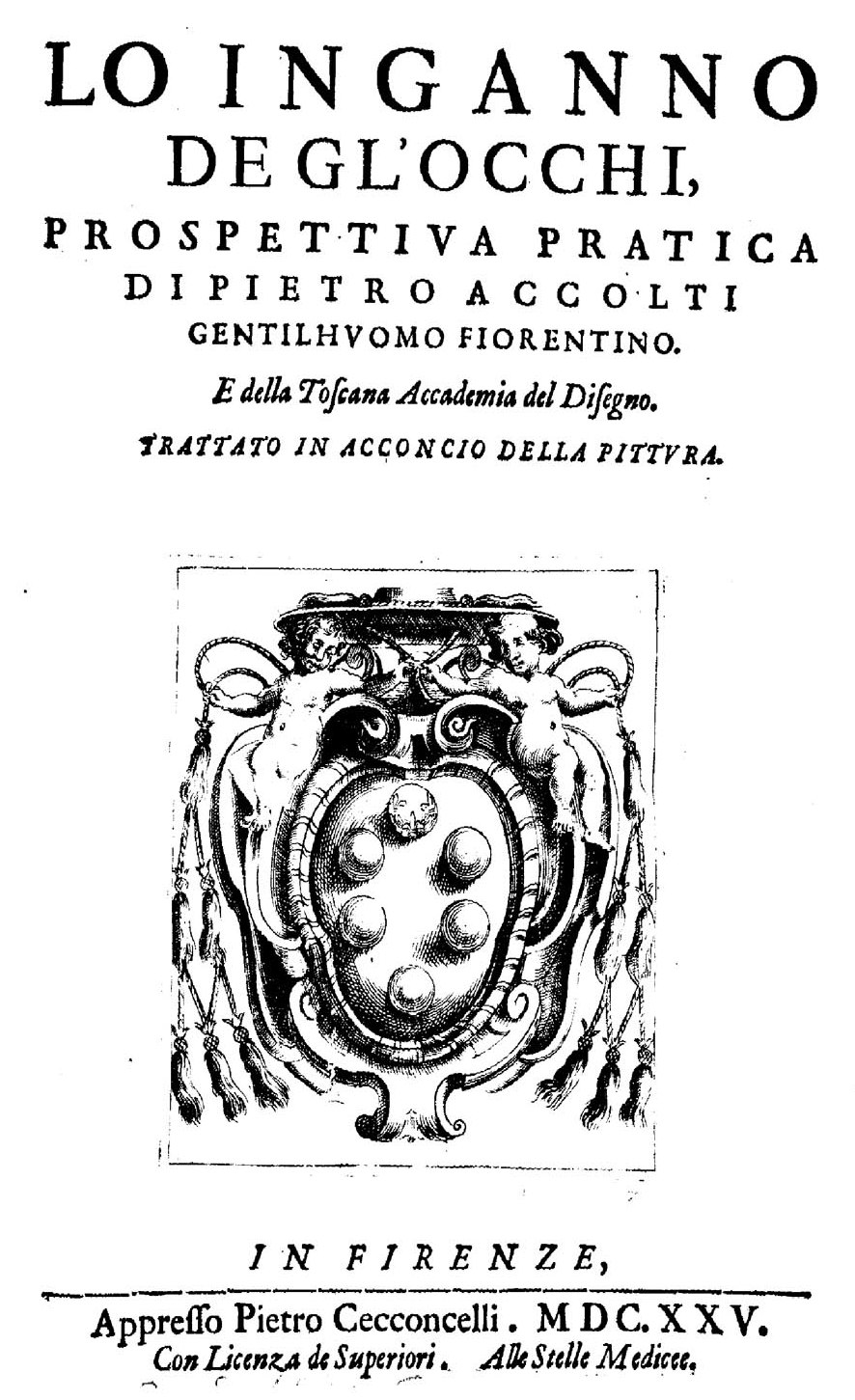
Lo inganno de gl'occhi, 1625, frontespizio

Pietro di Fabrizio Accolti, o più semplicemente Pietro Accolti (Pisa, 1579 – Pisa, 1642), è stato un politico, scienziato e pittore italiano.

## Biografia
Pietro era figlio di Fabrizio Accolti che a sua volta era figlio di Benedetto Accolti. Fabrizio era però figlio naturale, cioè illegittimo, dato che suo padre Benedetto era in primis un sacerdote e, per di più, vescovo e cardinale. Fratello di Fabrizio e dunque zio di Pietro fu quel Benedetto Accolti che nel 1564 attentò senza successo alla vita di Pio IV e per questo venne condannato alla forca.
Pietro passò la sua infanzia presso uno zio un po' più responsabile, Ippolito, che lo educò alle lettere insieme ad un altro zio, Marcello, che era segretario di corte presso i Medici.
Nel 1596 si iscrisse alla facoltà di Giurisprudenza dell'Università di Pisa che frequentò per sei anni fino a che, l'ultimo dell'anno del 1602, non discusse la sua tesi di laurea in diritto canonico e civile. Pietro doveva essere stato uno studente particolarmente brillante se la cerimonia di laurea venne celebrata presso l'arcivescovado pisano «con grande concorso di persone influenti, di tutto il collegio dei Dottori e di tutto lo studio, alla presenza di Mes. Pietro di Iacopo Accolti lettore d'Instituta alla Sapienza, di Leonardo di Jacopo Accolti che fino dalla morte di Ippolito aveva tenuto Pietro presso di sé con amore e di Niccola Ricciardi cognato di Leonardo».
Numerosi autori, soprattutto il genealogista Pompeo Litta nel suo Dizionario Biografico Universale pubblicato a Firenze nel 1848, danno Pietro come cattedratico di diritto a Pisa dal 1603 così come i manoscritti della fraternita aretina n. 26 e n. 56 ma, come fa notare anche Berlingozzi, o questa fantomatica cattedra era onoraria oppure si è fatta confusione tra Pietro di Fabrizio e Pietro di Jacopo Accolti professore di diritto civile e canonico nell'ateneo pisano dal 1601 al 1627. A conferma di ciò starebbe il fatto che nel manoscritto 26 si indica come data di morte di Pietro di Fabrizio il 1627 quando invece in quell'anno Pietro di Fabrizio era vivo e vegeto mentre quello che era morto era Pietro di Jacopo. Sempre per lo stesso qui pro quo venne in passato attribuita a Pietro di Fabrizio la paternità del trattato "Tyrocinium de jure et justitia" che invece è dell'altro Pietro.

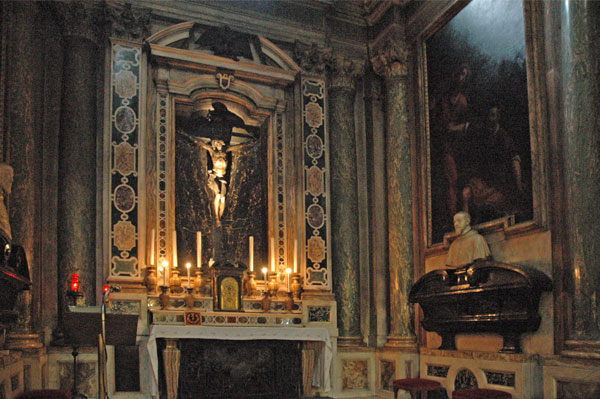
La cappella degli Usimbardi in Santa Trinita a Firenze

Gran parte delle notizie relative ai primi anni di vita e alla giovinezza di Pietro Accolti si ricavano dai manoscritti della Fraternita dei Laici di Arezzo e proprio da uno di questi si ricava la data di nascita di Pietro in quanto in uno dei testi si dice che avesse 44 anni nel 1623. Se sono chiaramente aretine le origini della sua famiglia è invece mistero sul luogo dove nacque e che Ruggero Berlingozzi, suo biografo, argomenta essere stato Pisa. 
Comunque sia il 1º febbraio 1603 Pietro, di Fabrizio, lasciò la Toscana per andare a Roma dove venne ospitato, dopo quattro giorni di viaggio, dall'abate, e parente, don Agostino Accolti. Il neolaureato, nella capitale pontificia, cercava un lavoro e tramite il vescovo aretino Pietro Usimbardi riuscì a farsi presentare al cardinale Simoncello, al secolo Girolamo Simoncelli figlio di una sorella di Giulio III e vescovo di Orvieto, che lo assunse e che nel 1604 gli fece avere una rendita annua di 80 scudi pagata dalla sua diocesi. L'anno dopo, alla morte dell'ormai vecchio prelato, Pietro si trovò senza lavoro e cercò inutilmente un altro porporato che lo prendesse con sé. Dopo mesi di vane ricerche lo zio Marcello lo richiamò a Firenze dove gli aveva trovato un posto da segretario presso Don Giovanni de' Medici grazie all'accosto del capitano Cosimo Baroncelli, maggiordomo di Don Giovanni.
Pietro, rientrato il 30 novembre 1605, a Firenze non rimase neanche due mesi perché Baroncelli, che era allora stato assegnato dal di lui padrone come suo rappresentante presso la corte francese, il 25 gennaio 1606 lasciò la Toscana per recarsi in Francia e si portò con sé anche Pietro che ebbe così modo di fare vita mondana alla corte di Modena, di Parma, di Mantova, della Savoia per poi infine giungere a Parigi il 5 marzo successivo. E nel 1610 Pietro prestava ancora servizio presso Don Giovanni dato che in quell'anno, il 7 novembre, i due si trovavano insieme a Venezia.
Nel frattempo lo zio Marcello si adoperò perché Pietro ricevesse la cittadinanza fiorentina che era condicio sine qua non per poter cominciare un qualsiasi tipo di carriera nell'establishment mediceo. Il 12 settembre 1611 arrivò la cittadinanza e l'iscrizione di Pietro nei registri dei cittadini fiorentini presso il quartiere di San Giovanni nel Gonfalone Vaio. 

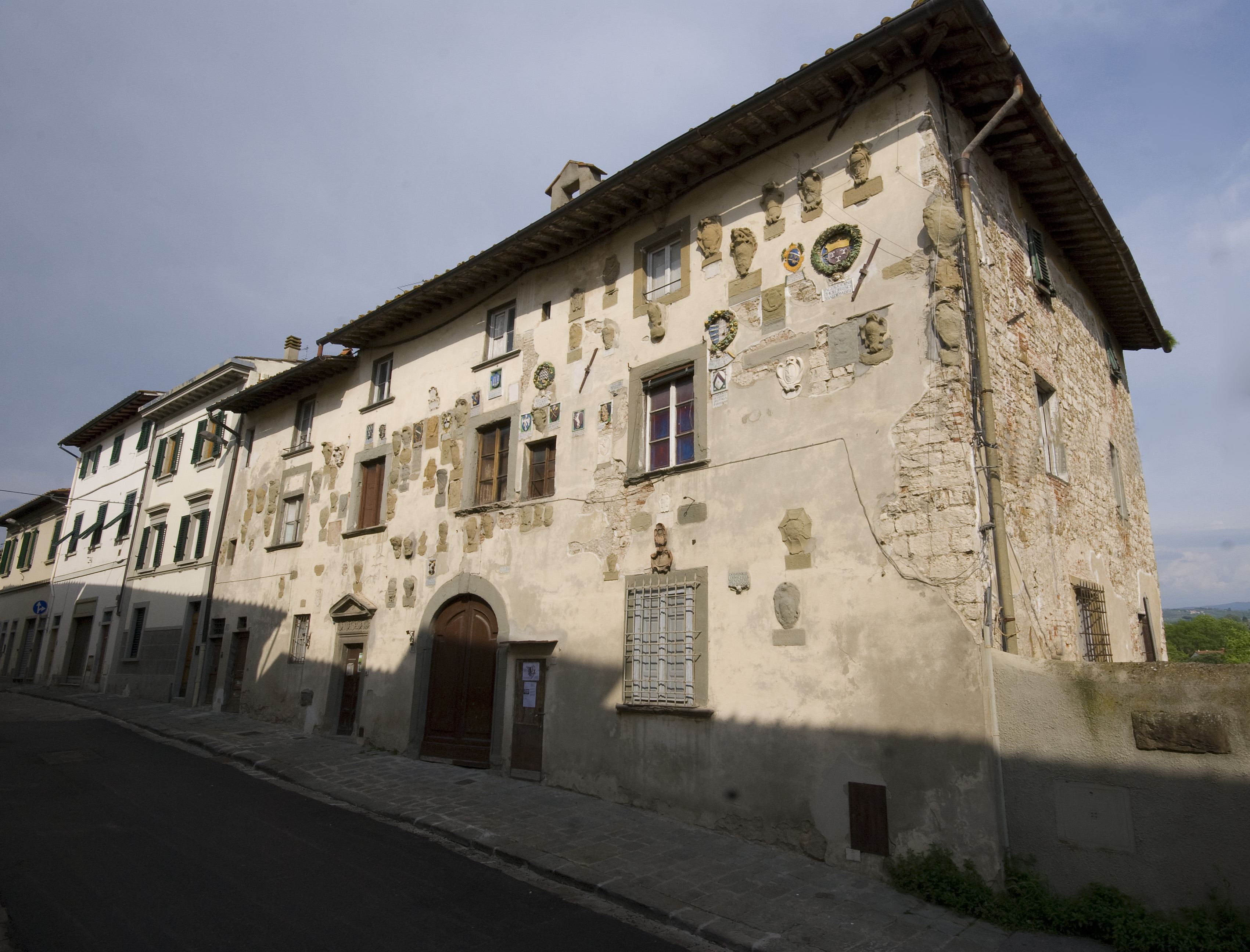
Il palazzo pretorio al Galluzzo

Nel 1614 si rese vacante la carica di podestà del Galluzzo che venne poi affidata a Pietro che si insediò il 25 luglio 1614 rimanendo in carica per sei mesi e lasciando nel palazzo, alla fine del mandato, il suo stemma in marmo come da tradizione.
Il capitano Baroncelli, che poi era pure genero di Marcello Accolti, fece in modo che Leonardo Spini mettesse per lui una buona parola con sua nipote Leonora figlia del nobile e ricco cavalier Iacopo del senatore Carlo Spini. I due si incontrarono per la prima volta il 14 aprile 1618 presso il Monastero dello Spirito Santo dove Leonora attendeva alla sua educazione. Che i due si amassero davvero o perché il matrimonio era combinato subito il 25 aprile 1618 si prepararono le pubblicazioni che vennero affisse in Santa Trinita, per lei, e in Santa Maria Novella per lui. 

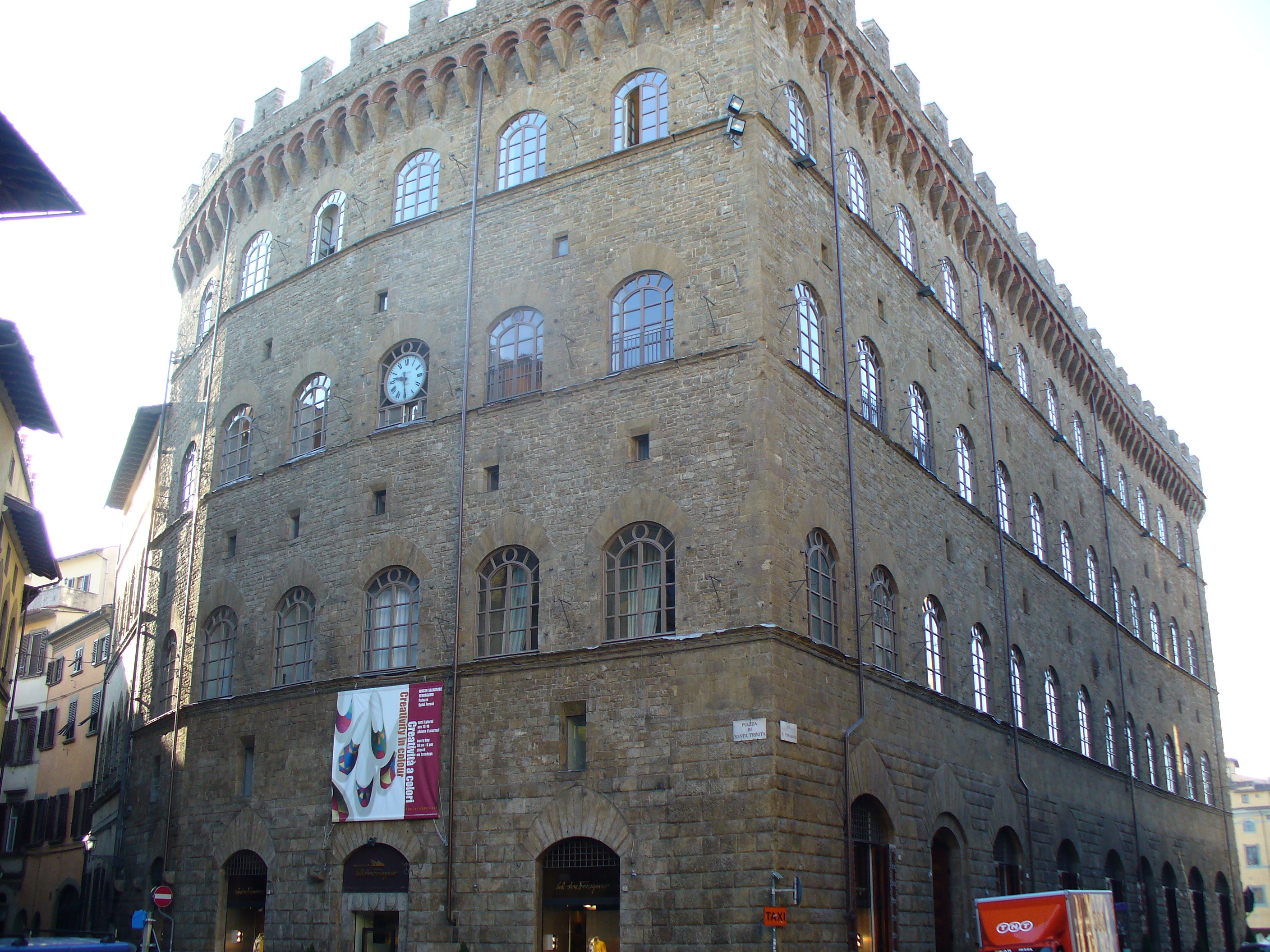
Palazzo Spini a Firenze

Tre giorni dopo si celebrarono le nozze che ebbero per testimoni il marchese Manfredi Malaspina e il cavalier Andrea Cioli segretario del granduca. La festa, con l'obbligatorio banchetto, fu per la Firenze dell'epoca una specie di evento mondano e vide la partecipazione di ospiti illustri tra i quali il vescovo Alamanni, i coniugi Baroncelli, Leonardo Accolti con la moglie, Maria Baldovinetti Martelli, Cristofano Spini e signora, Giovanna Spini e suo marito, Lorenzo Buondelmonti con la Picchena, Maria Pitti Guidetti e rispettivo consorte, Camilla Spini madre della sposa, Leonardo e l'abate Spini, il Cioli con la sua dolce metà, Caterina Nerli.
La famiglia Spini, come dono di nozze, regalò ai due coniugi un appartamento nel palazzo di famiglia con tanto di mobili e di servitù tutto a carico loro. 

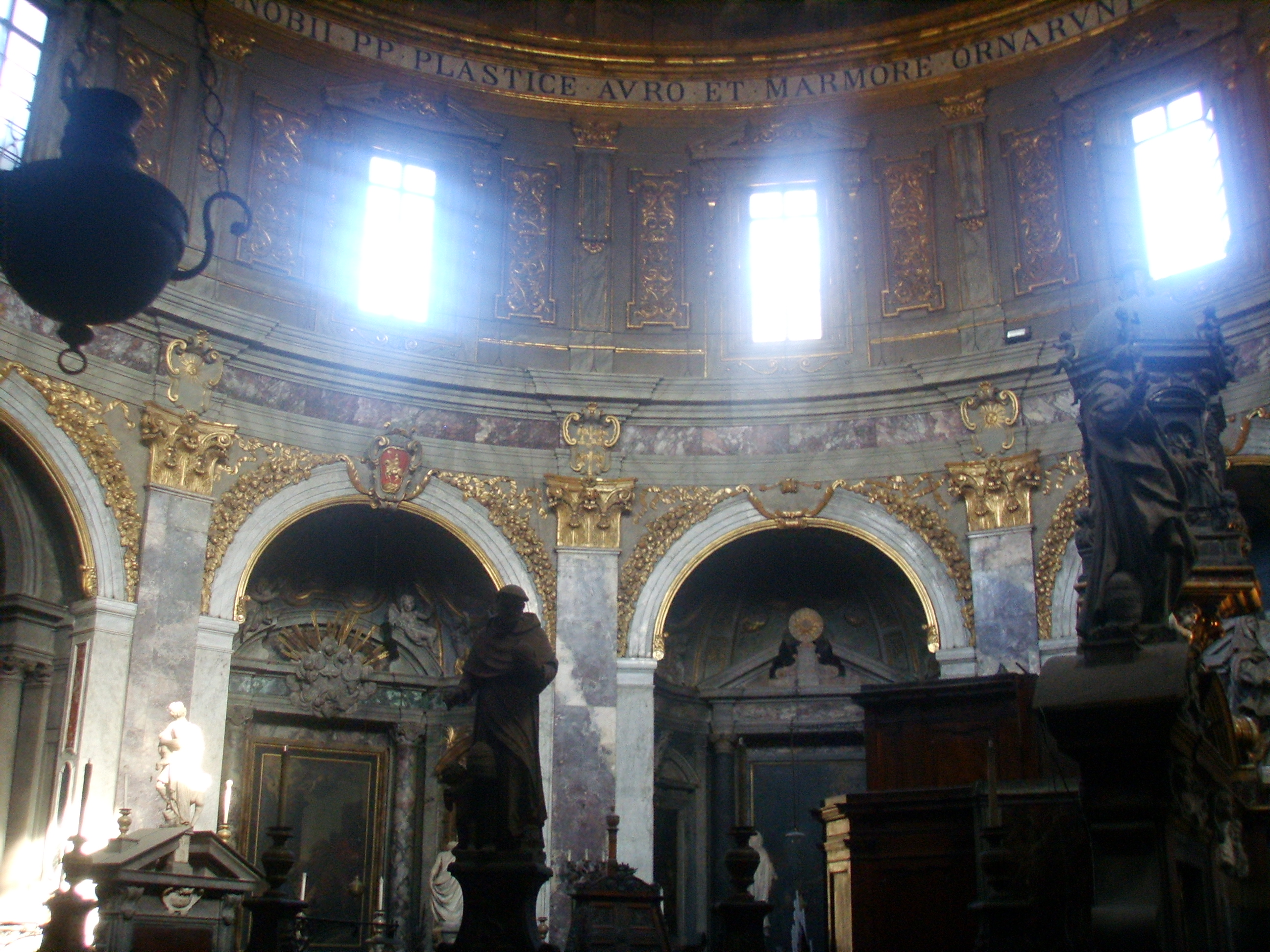
Le cappelle della tribuna in SS. Annunziata

Il primo figlio della coppia nacque il 6 marzo 1619 e gli fu dato il nome di Fabrizio. Al battesimo gli fece da padrino il cardinale Luigi Capponi che però alla cerimonia non poteva essere presente e si fece rappresentare da Ottavio Capponi. Francesco e Leonardo Accolti regalarono al bambino un drappo multicolore di 14 braccia ma il piccolo Fabrizio non sopravvisse all'undicesimo giorno di vita e morì, pare, di un attacco di "mal caduco" ossia di epilessia. Venne sepolto in Santissima Annunziata dove gli Accolti stavano ultimando l'abbellimento della cappella di famiglia: la cappella di Santa Caterina nella tribuna della chiesa.
Una cappella che, per inciso, nel 1613 aveva visto opposti Leonardo, Pietro di Iacopo e Pietro e Francesco di Fabrizio Accolti alle figlie del defunto cugino Marcello Accolti che, pur contro la volontà testamentaria del padre, stavano tentando di fermare ad ogni costo il progetto.
Un secondo figlio, di nome Francesco, nacque il 1º febbraio del 1620 ed ebbe come padrino il gentiluomo fiorentino Girolamo Capponi. Il 22 febbraio 1621 venne al mondo Maria tenuta al fonte battesimale da Donato dell'Antella in rappresentanza del padre il Senatore Niccolò, Auditore e Consigliere di Stato, assente da Firenze per essere a Pisa con la Corte. Il 20 luglio 1623 Pietro e Leonora ebbero un quarto figlio, Iacopo dal nome dell'avo materno Cav. Iacopo Spini, e gli fu compare al battesimo Paolo di Don Antonio Medici. Il 6 febbraio 1624 Leonora dette alla luce Dorotea, il 28 giugno 1626 Camilla che ebbe per padrino Don Carlo Tappia e ancora il 2 agosto 1627 nacque Benedetto che morì però il 12 ottobre successivo per, sembra, maltrattamenti da parte della balia; anche lui, come il fratellino, venne sepolto nella cappella di famiglia in SS. Annunziata. La serie dei figli dei coniugi Accolti non si fermò comunque qui perché si registrano ancora una figlia Caterina figlioccia di Don Pietro Cioli e una Teresa, nata a Livorno nel luglio del 1630, portata al fonte dal Capitano Ottavio dei marchesi Giugni in nome di Don Pietro de' Medici.

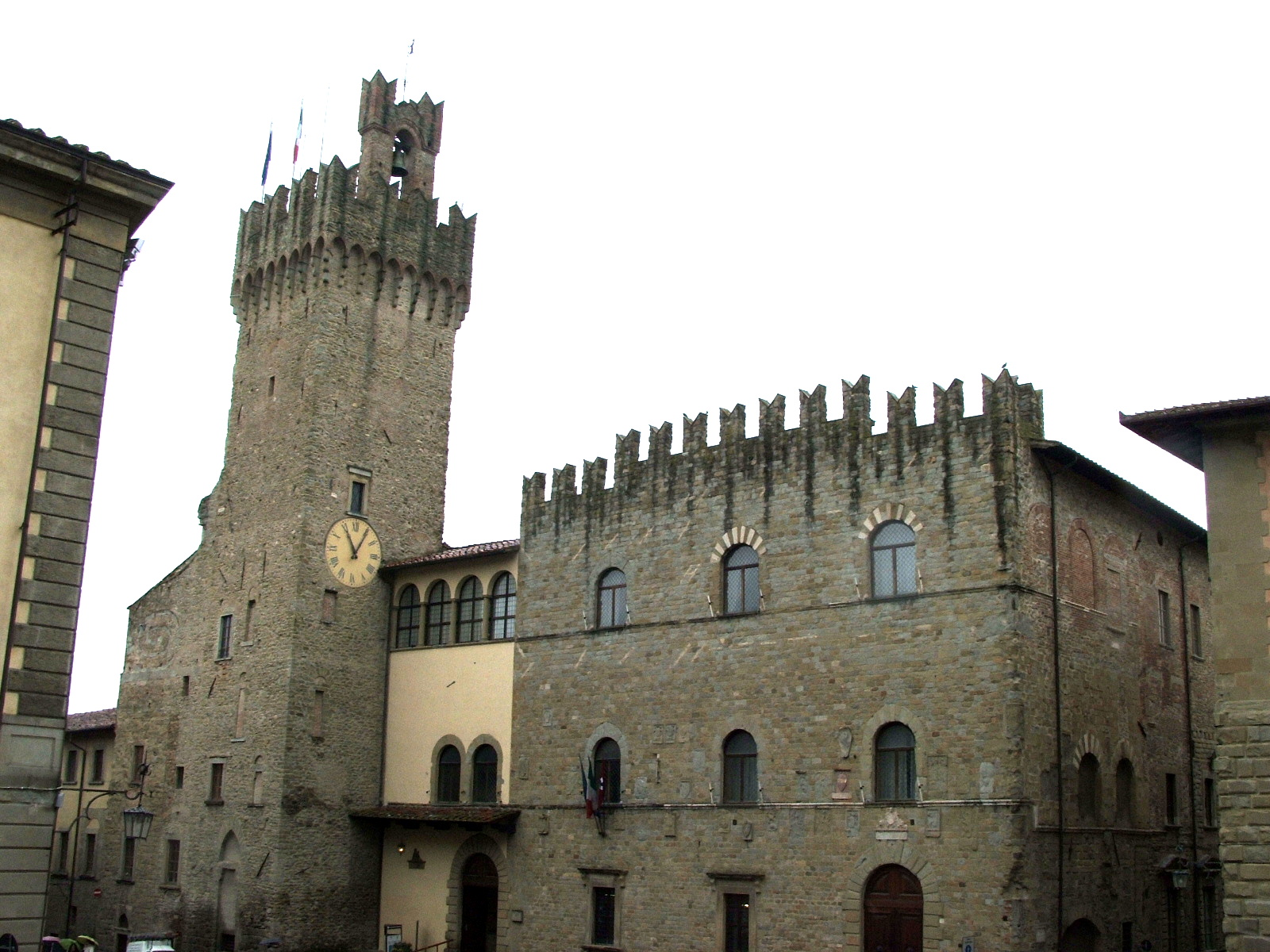
Il palazzo del Comune adi Arezzo

Nove figli a parte, il 29 ottobre 1620 Pietro ottenne la sua prima nomina politica importante da Cosimo II che lo volle per sei mesi nel Magistrato dei Conservatori di Legge. L'anno successivo il famoso Giorgio Vasari rinunciò alla carica di Ambasciatore della Città di Arezzo presso il Granduca proponendo come suo sostituto Lorenzo suo figlio; ma il Gonfaloniere offrì quel posto a Leonardo Accolti, che rifiutò per i molti uffici già da lui ricoperti. Propose però al gonfaloniere il nome di Pietro di Fabrizio, lo raccomandò agli amici e parenti di Arezzo e lo fece raccomandare dal Cardinale de'Medici; ovviamente su 54 presenti alla votazione del Consiglio Generale del 27 gennaio 1621 ebbe 48 voti favorevoli. La carica, prima di divenire definitiva, gli fu confermata il 6 ottobre 1622 per un altro anno con 41 voti a favore e 8 contrari.
Nell'agosto del 1622 venne eletto al Magistrato degli Ufiziali di Monte e sopra sindaci, ufficio lucroso e di gran prestigio; inoltre il 28 dello stesso mese Pietro fu scelto come tutore legale dei figli di Don Antonio Medici con sei scudi al mese di provvigione. Ancora il 19 giugno del 1625 ottenne per i sei mesi classici l'incarico di Capitano di Orsammichele e contemporaneamente il granduca, grazie alle buone parole messe per lui dal solito Leonardo, volle che sedesse tra gli "Avvocati dello squittinio degli uffizi di Firenze".

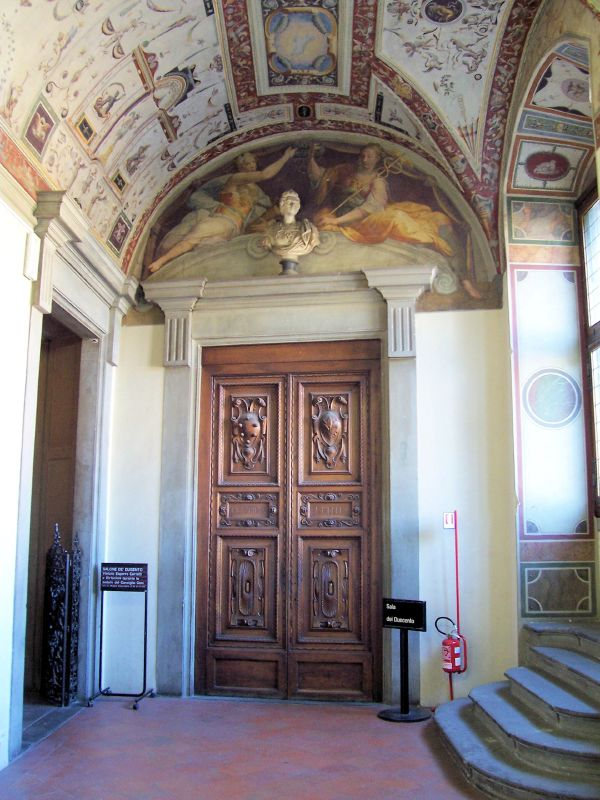
L'esterno della Sala dei Nove, sulla sinistra, in Palazzo Vecchio

Nel 1625 insomma Pietro di Fabrizio era all'apice della carriera politica e sociale e anche se non più giovanissimo poteva comunque aspirare ad altre cariche magari più prestigiose e quindi più redditizie. Ma una serie di incidenti e di rovesci di fortuna afflissero in modo sostanziale il suo futuro cursus honorum.
In primis vari imbarazzi finanziari. Dovette infatti ricorrere al Granduca e al Magistrato dei pupilli, il tribunale minorile, per ottenere il pagamento delle sue provvigioni come Segretario del defunto Sig. Giovanni Medici rimastogli debitore di 339 scudi ma non ottenne che un decreto del 20 maggio 1622 con il quale si ordinava il pagamento di soli 60 scudi, a condizione di restituirli, ove i creditori dell'eredità Medici gli impedissero di conseguirli. E il Magistrato dei pupilli volle anche il mallevadore nella persona di Leonardo Accolti che però si prestò volentieri per evitare che Pietro non facesse brutta figura il giorno in cui avrebbe dovuto pagare la gabella della dote di sua moglie.
Poi una brutta caduta di stile. Un pugno assestato ad un soldato nella stanza dell'ufficio dei Nove in Palazzo Vecchio mentre il Magistrato era in adunanza che gli procurò qualche giorno di carcere e gli costò una libertà su cauzione di 500 scudi prestatagli da Leonardo Accolti e da Piero di Girolamo Capponi. Il processo finì con una assoluzione ma l'immagine pubblica di Piero ne risultò parecchio compromessa.
Infine alcuni dissapori con Arezzo per la sua attività diplomatica lo portarono, il 14 agosto 1625, a rinunciare all'incarico. Rinuncia che dal Consiglio Generale venne accettata il 28 dello stesso mese nominando al suo posto Francesco Accorsi. Si capì in seguito che Pietro era stato volutamente "trombato" perché l'Accorsi era nipote del Capitano Bombaglino a sua volta intimissimo del Cardinale Medici il quale infatti aveva scaricato Pietro e caldamente raccomandato al suo posto la nomina del "Bombaglino nepote" agli aretini.

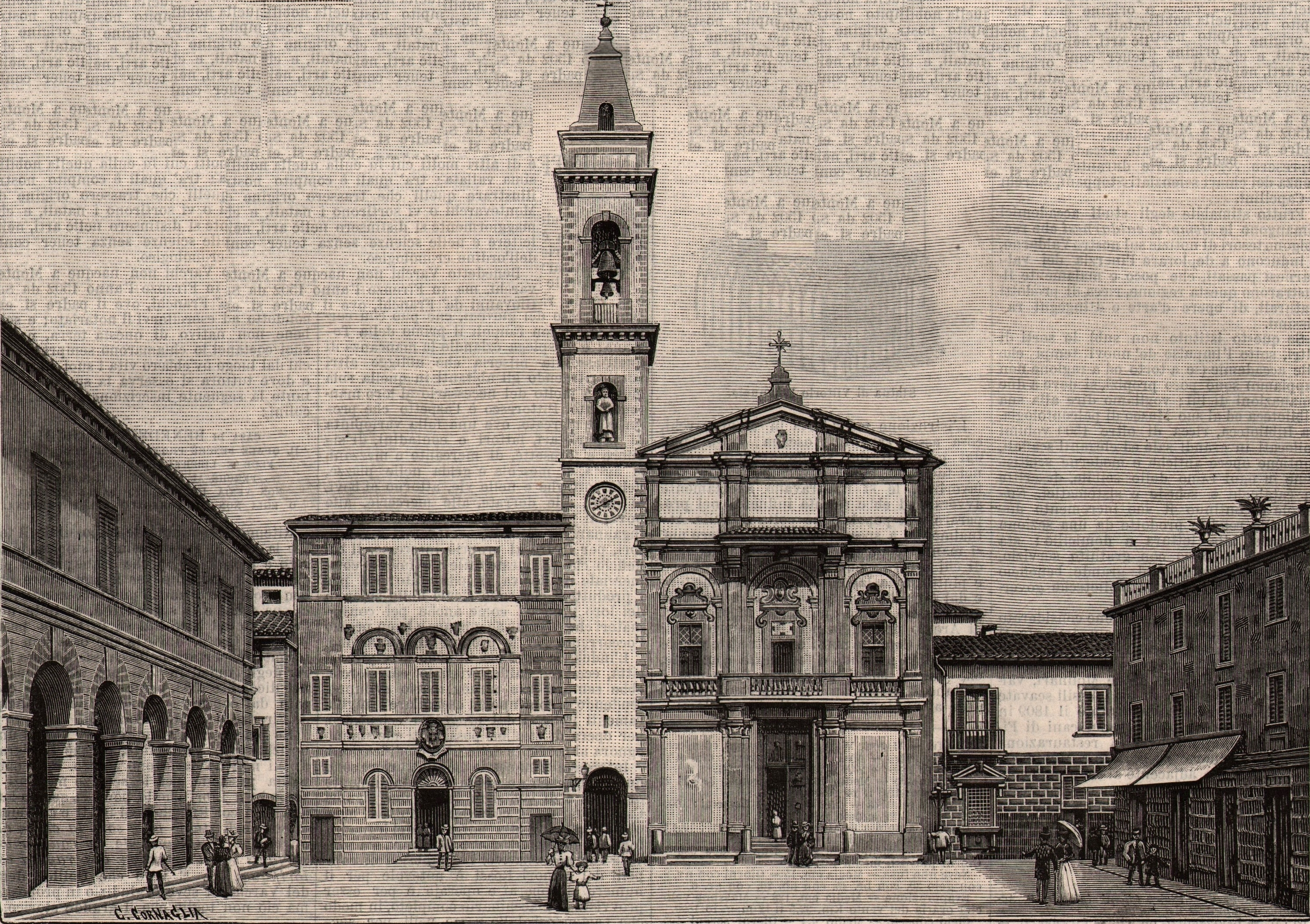
Il palazzo pretorio di Montevarchi, a sinistra rispetto alla Collegiata di San Lorenzo

L'establishment granducale trovò comunque una scappatoia onorevole per Pietro. Era all'epoca pievano di Galatrona, a un tiro di schioppo da Mercatale, un fratello di Leonardo Accolti che era anziano ed afflitto dalla gotta e quindi bisognoso di cure ma Leonardo, preso com' era dagli affari di corte, non aveva potuto mai farsene carico direttamente. Pensò allora di mandarci il nipote e dunque supplicò la Granduchessa Cristina e l'Arciduchessa Maria Maddalena, tutrici del minorenne Ferdinando II, perché Pietro fosse nominato potestà di Montevarchi. La supplica ricevette favorevole accoglienza dalle reggenti il 29 dicembre 1626 con emanazione del decreto di nomina il 4 gennaio 1627 con mallevadoria, cioè con assunzione di responsabilità, di Leonardo Accolti, Cosimo Spini, Alessandro Ricciardi e di Gio. Gualberto Passignani.
Pietro Accolti giunse così a Montevarchi il 7 febbraio 1627 con la moglie e tre figli soltanto, avendo lasciato Francesco dell'età di 7 anni alle cure di Leonardo e di sua moglie. Rimase in carica 6 mesi con assegno di 600 scudi e il seguito di due notai, tre guardie del corpo ed un cavallo di servizio. Alla fine del mandato, dopo aver lasciato il suo stemma sul palazzo podestarile come da prassi, rimase in città o forse a Galatrona fino almeno al dicembre successivo quando compose la "Relazione del presente stato e dei bisogni della Terra di Montevarchi" che è diventato poi uno dei documenti più importanti dell'intera storiografia montevarchina.

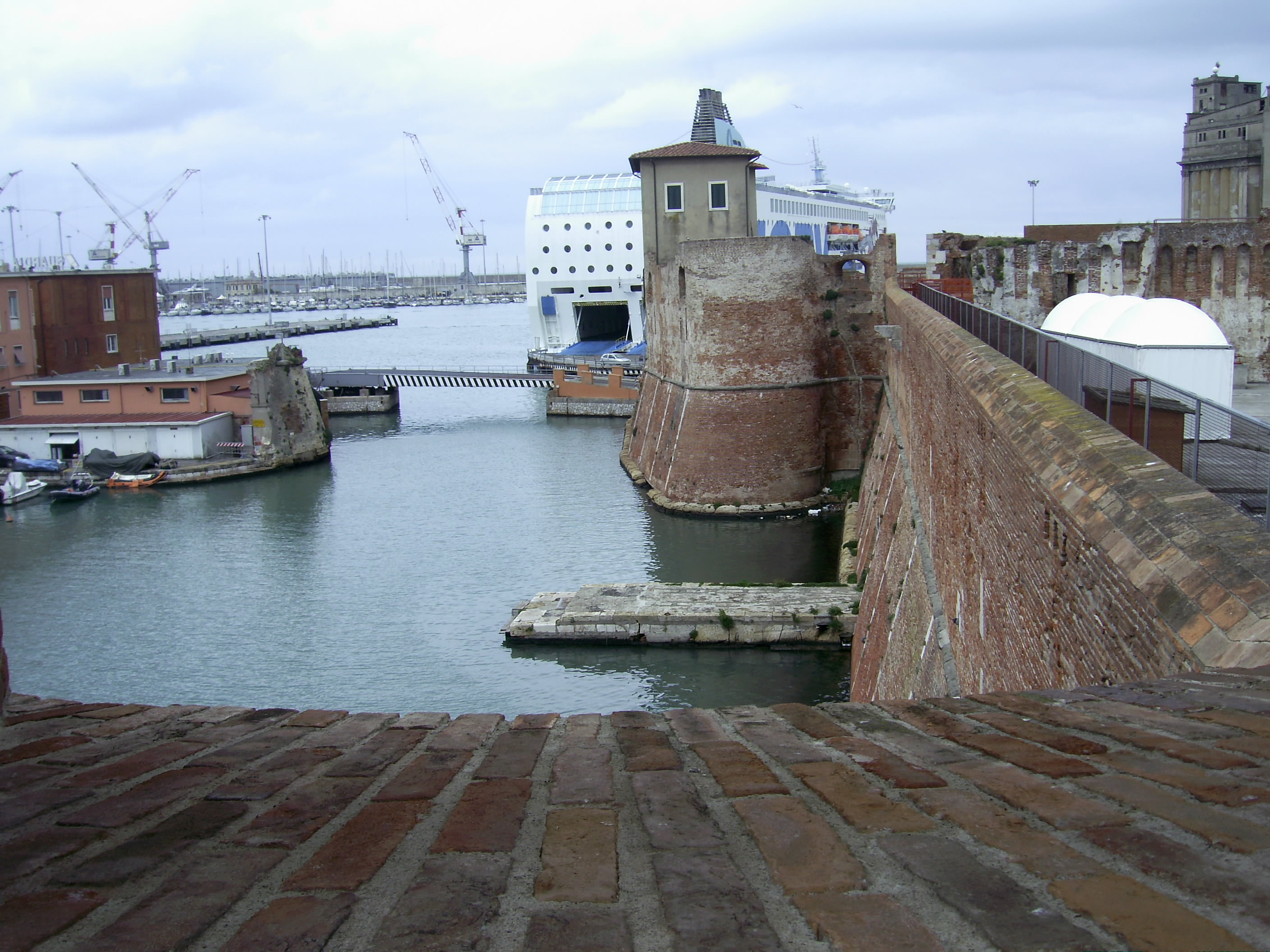
L'imboccatura del porto vecchio a Livorno

Finì però nella cittadina valdarnese la carriera politica di Pietro che in fondo non aveva che ricoperto cariche per lo più onorarie o al limite puramente consultive. Si dedicò allora a tempo pieno ai suoi studi e si avviò con successo sulla via della scienza e della tecnica tanto che nel 1630 l'Accolti venne chiamato a far parte di una specie di commissione graducale detta "Servizio dell'architettura nelle fabbriche di terra e di mare". Pietro divenne insomma un consulente del governo in temi di innovazione e rinnovazione edilizia con assegno mensile di 10 scudi. Pietro infatti, cultore di meccanica applicata all'architettura, aveva in passato inventato una serie di migliorie tecnologiche da applicare ai mulini a vento che lo avevano reso celebre tra i cultori della materia. Concentrandosi solo sui suoi studi prese ad interessarsi anche alle scienze idrauliche e arrivò alla progettazione di un "istrumento matematico" per vuotare le acque con la forza dei venti dalle quattro torri del porto di Livorno. Pietro ottenne il permesso del granduca di poterlo sperimentare su una delle strutture e il collaudo del marchingegno ebbe esito positivo. Di qui la nomina consultizia. Si sa che fino al 1642 venne ripetutamente chiamato per varie consulenze presso alcuni tribunali di Firenze come esperto di geometria ed idrostatica.
In quanto alla sua attività di intellettuale e di artista Ruggero Berlingozzi annota:
Però sia che il '600, secolo dell'Achillini e del Marini, nel quale e le arti e le lettere decadevano, estrinsecandosi in forme esagerate, esercitasse la sua influenza sullo scrittore; sia che il nostro Accolti fosse per natura disposto all'ampollosità, è un fatto che lo stile suo si presenta a noi gonfio, pomposo e cortigiano sopra ogni dire. Vedasi la sua orazione Delle lodi di Cosimo II Granduca di Toscana nell'opuscolo posseduto anche dalla nostra Poggiana, stampato nel 1621 dal Pignoni, divenuto rarissimo fin dal principio di questo Secolo; e si riscontrerà facilmente il difetto accennato. Sta bene che Cosimo II fosse un principe saggio, rispettabile ed amante del buono e del bello; ma le sperticate lodi sono, a mio parere, superiori a' suoi meriti, quando si pensi alla malferma salute, quando si pensi alla gotta che lo tormentava e a molti altri acciacchi, pei quali era costretto a passare molto tempo nel letto durante gli ultimi anni della sua vita. [...]
Volli incominciare a presentar subito il lato men buono dei Nostro, perché egli offre d'altra parte qualità eccellenti di scrittore e di scienziato; proprio di scienziato nel vero senso della parola, imperocché egli fu versatissimo anche nella matematica e nella fisica, nel disegno, nell'architettura e nella prospettiva, dimostrando così una straordinaria versatilità d'ingegno. Ed in prova di quanto affermo, giova riportare dal Moreni l'articolo che lo riguarda, dal Nelli il numero e la citazione di Lui tra gli scienziati dell'epoca galileiana, dal Baldinucci il giudizio sommamente favorevole sopra la sua opera maggiore [L'Inganno degli occhi: Prospettiva Pratica].
[...] Già fin dai primi anni della sua vita Pietro Accolti si era fatto conoscere per una inclinazione speciale al disegno ed alla pittura, della quale si dilettava per compiacere con pitture in quadri grandi e piccoli i parenti e gli amici e particolarmente il Principe Cardinale Carlo Medici; e le cose sue erano tanto apprezzate dagl'intelligenti che gli Accademici del Disegno lo ritennero meritevole di essere ascritto alla loro Accademia; il che avvenne il dì 11 giugno 1613, avendo compagni di nomina molti artisti, tra i quali il Cav. Lorenzo Vasari figlio del celebre Giorgio allora sempre vivente.
Pietro Accolti dunque godè molta estimazione tra gli Artisti del '600; e la celebre Toscana Accademia del Disegno allora fiorente, che teneva vivo in Firenze il culto delle arti, nelle quali la città di Dante e di Michelangiolo aveva sempre mantenuto attraverso i secoli il primato, lo nominò nel febbraio del 1621 suo Console per il semestre da marzo al settembre.
[...] A parer mio (e in ciò l'autorità del Baldinucci del Nelli conforta il mio parere) l'opera in cui l'Accolti rifulge sì è "L'Inganno degli occhi: Prospettiva Pratica" [...]
Il trattato di prospettiva era stato scritto prima in latino, quindi in Toscano, dedicato al detto Carlo de' Medici con lettera del 30 gennaio 1625 e pubblicato sui primi di agosto del 1625. L'autore ne regalò copia al Granduca, all'Arciduchessa, a Madama, ai principi don Lorenzo e Cardinale Carlo de' Medici ed a molti letterati, da tutti graditissima, perché riconosciuta per opera pregevole, la quale gli fruttò il posto di bibliotecario del Cardinale Carlo con la provvisione di 10 scudi al mese; carica rimasta vacante per la morte del Dott. Tommaso Palmerini maestro di filosofia del ricordato Cardinale. E gli fruttò ancora, per la seconda volta, la nomina a Console dell'Accademia del Disegno dai 1º marzo al 1º settembre 1626, ufficio delicato e importante per risolvere le controversie tra gli ascritti all'Accademia stessa.
Questo trattato incomincia con lo stabilire le norme della visione in linea retta, dell'angolo visuale, dell'opacità e trasparenza dei corpi, dei rapporti di grandezza, dell'obliquità dei raggi, e di molte altre utili nozioni a chi deve disegnare. Entra poi a determinare le leggi della prospettiva e le regole per mettere in disegno i corpi regolari ed irregolari; il tutto trattato con rigore matematico e confortato da figure che per quei tempi sembrano un vero miracolo.
Un'altra parte riguarda la teoria dell'ombra e della penombra, degli sbattimenti, della riflessione, della rifrazione e della costruzione delle meridiane; ed ove si consideri che le teorie fisiche nel '600 erano soltanto conosciute da pochi privilegiati che avevano avuto la fortuna di studiare con Galileo, con Torricelli, col Viviani, col Magiotti, col Borelli e con gli altri dotti del gruppo galileiano; se si consideri che allora le cognizioni non formavano ancora corpo di scienza, rimanevano sparse e custodite presso coloro che le avevano scoperte; deve concludersi che l'Inganno degl'occhi è opera di grande valore per quell'epoca, e che pone l'Accolti tra i più chiari ingegni toscani del diciassettesimo secolo. Aggiungi che in questo lavoro non sì riscontra la gonfiezza dello stile come nell'elogio a Cosimo, ma è condotto invece con semplicità di forma, e con tutta quella chiarezza quale si conviene ad un trattato veramente scolastico.
[...] Si sa eziandio che pubblicò la storia latina delle crociate del suo trisavolo Benedetto Accolti dal titolo: De bello a christianis contra barbaros gesto, pro Christi sepulcro et Iudhea recuperandis.»

## Opere
- Lo inganno de gl'occhi, Firenze, Appresso Pietro Cecconcelli, Alle Stelle Medicee, 1625.